# Ashti (Beed)
Ashti es una ciudad censal situada en el distrito de Beed en el estado de Maharashtra (India). Su población es de 11972 habitantes (2011). 

## Demografía
Según el censo de 2011 la población de Ashti era de 11972 habitantes, de los cuales 6102 eran hombres y 5870 eran mujeres. Ashti tiene una tasa media de alfabetización del 85,43%, superior a la media estatal del 82,34%: la alfabetización masculina es del 91,40%, y la alfabetización femenina del 79,31%.